# Илларионова, Анна Ивановна
Анна Ивановна Илларионова (19 августа 1923, Воронежская область — 18 августа 2009, Рязань) — советский передовик производства, Герой Социалистического Труда.

## Биография
Родилась в 1923 году в селе Осетровка. Член КПСС. Родители — Иван Иванович и Матрёна Уварьевна.
В 1935 г. с родителями переехала в станицу Мешковскую Ростовской области, куда отца перевели на должность секретаря парткома колхоза.
После окончания с отличием 7 классов Мешковской средней школы № 3 работала в колхозе. В 1938 г. поступила в училище при Свердловском заводе тяжелого машиностроения.
В 1939—1990 гг. 
- маляр на Свердловском заводе тяжёлого машиностроения,
- доярка в колхозе, комбайнер в Мешковской МТС,
- маляр, бригадир маляров в тресте Донгазстрой,
- бригадир маляров управления начальника работ № 659 треста «Рязаньжилстрой».

С 1954 года проживала в Рязани.
Указом Президиума Верховного Совета СССР от 9 августа 1958 года присвоено звание Героя Социалистического Труда с вручением ордена Ленина и золотой медали «Серп и Молот».
За совершенствование планирования работы бригад, внедрение блочно-комплектного метода строительства в составе коллектива удостоена Государственной премии СССР за выдающиеся достижения в труде 1976 года.
Избиралась депутатом Верховного Совета РСФСР 5-го и 6-го созывов.
Умерла в Рязани 18 августа 2009 года, похоронена на Скорбященском кладбище г. Рязани.

## Награды
- Заслуженный строитель РСФСР
- Герой Социалистического Труда (1958)
- Орден Ленина (1958)
- Медаль «Серп и Молот» (1958)
- Почетный гражданин Рязани (1988)[2]
- Орден Трудовой Славы II степени
- Орден Октябрьской Революции
- Орден Дружбы народов
- Орден Трудового Красного Знамени
- Медаль ВДНХ (дважды)